# Tabla de inodos
La tabla de inodos es una estructura que consta de una serie de bloques consecutivos, cada uno de los cuales contiene un número de inodos predefinidos. El número de bloque del primer bloque de la tabla de inodos se almacena en el campo bg_inode_table del descriptor de grupo.
Todos los inodos tienen el mismo tamaño, 128 bytes. Un bloque de 1KB tiene 8 inodos, mientras que uno de 4KB tiene 32 inodos. Para hacernos una idea de cuantos bloques ocupa la tabla de inodos, dividimos el número total de inodos en un grupo (almacenado en s_inodes_per_group del superbloque) por el número de inodos por bloque.